# Statue des Dareios I.
Die Statue des Dareios wurde 1972 bei Ausgrabungen im Palast von Dareios I. in Susa gefunden und befindet sich seit 1973 im Iranischen Nationalmuseum in Teheran. Es handelt sich um eines der wenigen rundplastischen Werke eines achämenidischen Herrschers. Die überlebensgroße Statue wurde in Ägypten gefertigt und ist mit ägyptischen Hieroglyphen und Keilschriften (Inschrift DSab) dekoriert. Der Keilschrifttext ist in drei Sprachen abgefasst: Altpersisch, Elamisch und Babylonisch. Aus den Inschriften geht hervor, dass die Statue den König Dareios I. darstellt. Sie ist aus Grauwacke gearbeitet und heute noch 2,46 m hoch erhalten. Einst war sie etwa 3,5 m hoch. Der obere Teil der Figur ist heute nicht mehr erhalten.

## Fundort
Die Statue fand sich an der Westseite des Dareios-Tores und flankierte die Südseite des dortigen Einganges. An der Nordseite stand einst wahrscheinlich eine zweite Statue, von der sich aber keine Reste fanden. Die gesamte Toranlage bildete den östlichen Eingang des Palastkomplexes. Die Statue blickte damit auf den Palast.

## Beschreibung
Der Herrscher trägt ein persisches Gewand, wie es auch von zeitgenössischen Reliefs bekannt ist. Um den Bauch trägt er einen Gürtel mit einem Dolch in seiner Scheide. Die Scheide zeigt Reihen von geflügelten Bullen. An der Vorderseite des Gürtels befindet sich ein Knoten, auf dem in ägyptischen Hieroglyphen der Name des Dareios steht. Der linke Arm ist über dem Bauch angewinkelt und hielt einst vielleicht eine Lotusblüte. Nur der Stängel der Blüte ist erhalten. Der rechte Arm hängt an der rechten Körperseite. Es ist unbekannt, was die Faust einst in der Hand hielt. An den Armgelenken trägt Dareios dünne Armreifen.
Die Figur steht auf einem Sockel, auf dem die 24 Provinzen des persischen Reiches aufgelistet sind. Die Liste ist wiederum in ägyptischen Hieroglyphen geschrieben. Die Provinzen sind als kniende Männer dargestellt, die ihre landesübliche Tracht tragen. Ihre Arme sind erhoben. Unterhalb dieser Figuren befindet sich jeweils ein Halbrund mit dem Namen der Provinz in Hieroglyphen.
Der hieroglyphische Text deutet an, dass die in Susa gefundene Statue einst in Pithom (oder Heliopolis) aufgestellt war. Es ist nicht sicher, wann sie nach Susa überführt wurde, wahrscheinlich kurz nach dem Tod von Dareios I.

## Datierung
Anhand der Namensschreibung von Dareios in Hieroglyphen kann die Statue in das letzte Drittel seiner Regierungszeit datiert werden, etwa 495 bis 486 v. Chr. Grauwacke wurde in Ägypten im Wadi Hammamat gebrochen. In der Tat gibt es dort Inschriften, die für die Jahre 496 und 492 v. Chr. Expeditionen bezeugen. Bei einer von diesen wird der Stein für diese Statue gebrochen worden sein. Diese Expeditionen wurden von dem Leiter aller Arbeiten in Ägypten Chnumibre geleitet.